# Демократическая организация сомалийских женщин
Демократическая организация сомалийских женщин (англ. Somali Women's Democratic Organization, SWDO) — неправительственная женская организация в Африке.
Организация основана в Сомали в 1977 году и принадлежала Сомалийской революционной социалистической партии во время правления президента Сиада Барре.

## Предыстория
На момент основания организации права и равенство женщин в Сомали не были на повестке дня государства. После того как Сомали обрела независимость от колониальных держав в 1960 году, право голоса получили как мужчины, так и женщины. Однако на практике только после прихода к власти Верховного революционного совета в 1969 году права женщин стали приоритетом правительства. Закон о семье 1975 года предоставил женщинам и мужчинам равные права в вопросах брака, развода и наследования и ограничил многоженство. Два года спустя была создана «Демократическая организация сомалийских женщин».

## Основание
Демократическая организация сомалийских женщин была создана при поддержке президента Сиада Барре в 1977 году в память о Хаво Тако, женщине-члене антиколониалистской Сомалийской молодёжной лиги, которая была убита итальянскими войсками в 1948 году. Организация была создана для обеспечения политики прав женщин режима Барре. Государство назначило своих женщин-руководителей, чтобы поддерживать согласие женщин с правительством. Организация пользовалась поддержкой многих женщин в Сомали.

## Расширение
Политика гендерного равенства, проводимая правительством через организацию, оказала заметное влияние на положение женщин. Женщины участвовали в жизни общества в школьном обучении, работе женщин на рабочем месте, участии женщин в политике и армии. Их влияние в обществе возросло в 1970-е и 1980-е годы.

## Упадок
После падения режима Барре в 1991 году исламский экстремизм практически устранил законные права женщин в Сомали. В 2000-х годах деятельность организации продолжилась, но сильно уменьшилась.